# Подела Римског царства
Подела Римског царства је последица немогућства доброг управљања из једног центра, Рима.

## Прва подела Римског царства
Први пут подела Римског царства се десила за време цара Диоклецијана 286. који је увео систем тетрархије и одлучивши тиме да је Римско царство сувише велико да би један човек могао успешно да влада њиме. Царство је било подељено на четири дела којим су владала по двојица августа и двојица цезара. Август Диоклецијан је владао из Никомедије, док је други август Максимијан владао из Милана. Ускоро су савладари узели по једног помоћника, цезара. Они су владали из Трира на Рајни и Сирмијума. Међутим, систем тетрархије није успео.
Савладари су почели да ратују између себе 306. године. Из тих борби као победник је изашао цар Константин 314. године и ставио под своју власт целокупну територију Римског царства. После смрти цара Константина његова три сина заратила су око престола и као победник из те борбе изашао је средњи син Констанције (351). Констанције је збачен са власти и на престо је доведен Јулијан (361—363). Јулијан је доживео пораз у борбама са Персијанцима и током тог рата изгубио је свој живот. Војска је за цара прогласила Јовијана који је владао кратко, до 364. године.

## Друга подела Римског царства
Јовијана је наследио син Валентинијан I који је поделио царство на два дела. Источни део дао је свом брату Валенсу, док је за себе задржао западни део. Доживевши пораз у бици код Хадријанопоља 378. године и притом изгубивши свој живот, власт је наследио његов брат Валентијан који је царство поделио са војсковођом Теодосијем.

## Коначна подела Римског царства
После смрти Валентијана 392. године, цар Теодосије је завладао целокупним Римским царством. Међутим, цар Теодосије је 394. године коначно поделио царство на два дела. Западни део царства дао је млађем сину Хонорију, док је старијем сину Аркадију предао источни део царства. Цар Теодосије умро је 17. јануара 395. године. После те године Римско царство више никад није било уједињено.